# بيلي روبنسون
بيلي روبنسون (بالإنجليزية: Billy Robinson)‏ (24 أغسطس 1903 بدارلينغتون في المملكة المتحدة - ) هو لاعب كرة قدم بريطاني في مركز الدفاع. لعب مع نادي توركي يونايتد ونادي ساوثيند يونايتد ونادي كارلايل يونايتد ودارلينجتون إف سى.